# باشگاه والیبال تاپ وولی لاتینا
تاپ والی لاتینا (انگلیسی: Top Volley Latina) یک باشگاه حرفه‌ای والیبال است که در لاتینا، ایتالیا مستقر می‌باشد. این باشگاه در لیگ سری A1 والیبال ایتالیا بازی می‌کند.